# Partido Alianza Mayor

El Partido Alianza Mayor es un partido político de Costa Rica inscrito a escala provincial en San José.
Es un partido cuyos objetivos principales son el respeto a los derechos de las personas, la solidaridad, la no discriminación, el respeto, el bienestar, y desarrollo de la persona adulta mayor.

## Constitución del Partido
La formación y posterior constitución del Partido Alianza Mayor, se realiza después de una exhaustiva consulta a diferentes sectores de la población, sobre todo grupos sociales en su mayoría integrados por personas adultas mayores en donde debido a la inexistencia de un grupo o partido político que velara verdaderamente por los derechos e intereses de esta población, se conforma un grupo de ciudadanos en pleno goce de sus derechos, comprometidos en la conformación de una sociedad enmarcada en un orden social, democrático, integral, que busque el bienestar de la persona, que permita el respeto, promoción, y su realización.
De esta forma se logra realizar mediante una Asamblea Constitutiva ante el Notario Público Autorizado para dicho fin, la conformación del Partido Alianza Mayor, el cual entra en el proceso electoral del 2010 con la intención de obtener diputados y representantes municipales.

## Candidaturas
El PAM inscribió candidatos a diputados por la provincia de San José y también inscribió candidatos a regidores en los cantones de San José, Aserrí, Desamparados, Tibás, Moravia, Vázquez de Coronado, Alajuelita y Goicoechea. No nombró ni un solo diputado o regidor en toda la provincia.
- Datos: Q6063911